# 日本鑛業株式會社
日本礦業株式會社，是一家曾經存在的礦業公司。

## 沿革
1923年，從位於九州的製煉所開始煉製田中礦業株式會社經海運而來的金瓜石產金銅礦。
1929年，自日本產業株式會社礦山冶鍊部門獨立，成立日本礦業株式會社。
1937年，成立臺灣鑛業株式會社，接收金瓜石礦山株式會社之產業，開始經營臺灣金瓜石礦區，以現代化設備從事大規模開採，進行金礦、銅礦之開採及揀選，並興建水湳洞製煉場。其產出之銅精砂及金銀沉澱物皆運至日本冶鍊。
1944年，因戰事紛擾且海運困難，金瓜石礦區全面停工。
1981年，轉投資成立日礦Gould Foil株式會社（1999年改名為日礦材料株式會社）。
1985年，日礦連同其他日資石油公司組成的「JHN石油作業公司」，投得中國南海陸豐13-1油田的開採權，而油田於1993年正式開採。
1992年，日礦金屬株式會社承接該公司金屬資源開發、冶鍊以及加工部門的業務，並開始運轉。